# Круг, Мартин
Мартин Вильхельм Круг (исп. Martín Wilhelm Krug; род. 9 июля 2006, Чикаго) — панамский футболист, защитник клуба «Леванте» и сборной Панамы.

## Клубная карьера
Круг — воспитанник американской iProSkills Academy и испанского клуба «Леванте». В 2024 году он дебютировал за дублирующий состав.

## Международная карьера
В 2023 году в составе юношеской сборной Панамы Круг принял участие в юношеском чемпионате КОНКАКАФ в Гватемале. На турнире он сыграл в матчах против сборных Гватемалы, Кубы, Гондураса и дважды Мексики. В том же году Круг принял участие в юношеском чемпионате мира в Индонезии. На турнире он сыграл в матчах против сборных Марокко, Индонезии и Эквадора.
17 июня 2024 года в товарищеском матче против сборной Парагвая круг дебютировал за сборную Панамы.
В 2024 году в составе молодёжной сборной Панамы Круг принял участие в молодёжном чемпионате КОНКАКАФ в Мексике. На турнире он сыграл в матчах против команд Гаити, Мексики, Канады и США.